# Койдель, Отто Виктор фон
Отто Виктор фон Койдель (нем. Otto Viktor von Keudell; 28 февраля 1887, Рим — 12 мая 1972, Гармиш-Партенкирхен) — немецкий политический деятель. Президент округа Западная Пруссия с 1936 по 1939 год.

## Биография
Отто Виктор родился 28 февраля 1887 года. Он был младшим сыном дипломата Роберта фон Койделя (1824—1903) и его второй супруги Александры фон Грюнхоф (1861—1933). Его мать была единственной дочерью Эрнста Вюртембергского (1807—1868) и Натали Эшборн (1836—1905). Так как он является потомком Софии Ганноверской, соответственно его потомки находятся в линии наследования британского престола. Его брат Вальтер был министром внутренних дел Германии с 1927 по 1928 год.
Изначально он работал чернорабочим в Государственной зерновой конторе. 6 июня 1919 года он сдал главный государственный экзамен по юриспруденции и затем завершив юридическую стажировку. Затем Отто работал в прусском министерстве внутренних дел и имперском министерстве внутренних дел. Как и его брат, он был членом НННП с 1925 года. В 1929 году его брат Вальтер вышел из НННП, в знак протеста против политики Альфреда Гугенберга. Он поддержал своего брата и также вышел из партии. С 1932 по 1933 года он состоял в Консервативной народной партии.
После прихода к нацистов власти, 14 марта 1933 года он вступил в НСДАП (членский номер 1 772 957). В апреле этого же года, он был назначен в Имперское министерство народного просвещения и пропаганды заместителем начальника театрального отдела и заведующим отделом «Музыка и искусство». В ноябре 1933 года он стал президентским советником Имперской палаты изящных искусств, которая подчинялась лично Йозефу Геббельсу. В 1934 году, после смерти президента Пауля фон Гинденбурга, Геббельс поручил Отто убедить таких художников, как Эмиль Нольде, Эрнст Барлах, Людвиг Мис ван дер Роэ и Карл Шмидт-Ротлуф, подписать обращение деятелей культуры и таким образом публично пропагандировать управление Гитлера в Третьем рейхе. В 1935 году, он стал заведующим отделом «Музыка и изобразительное искусство» в министерстве народного просвещения. Таким образом, 15 ноября 1935 года Йозеф Геббельс назначил его членом Имперского сената в сфере культуре.
С 29 января 1937 по 1939 он был назначен вместо Карла Буддинга на должность главы округа в западнопрусском административном округе. В 1939 году в ходе раздела Польши, последовала территориальная реформа. Округ был упразднён, а Отто был перемещён на должность главы района Мариенвердер гау Данциг-Западная Пруссия.
Позже Отто Виктор вступил в войска СС и в июне 1944 года был повышен до командира бригады СС. Там он состоял вплоть до капитуляции Германии в мае 1945 года.
С мая 1945 по июль 1948 года он находился в лагере интернировании союзников. В июле 1948 года был денацифицирован как реабилитированный в лагере для интернированных Людвигсбург.
Отто Виктор умер 12 мая 1972 года.

## Личная жизнь
Отто был дважды женат. Первый раз он женился на Марии Момм (1895—1945). У супругов родилось 7 детей:
- Роберт (29 мая 1921 — 16 февраля 1942), женат не был. Детей не имел. Погиб во Второй мировой войне.
- Вильгельм (2 июля 1922 — 3 сентября 1974), немецкий дипломат. В 1966 году женился на Рагнхильде Гейссендорфер (1941—2016). Детей у них не было.
- Отто (16 мая 1924 — 26 июня 1942), женат не был. Детей не имел. Погиб во Второй мировой войне.
- Вальтер (род. 25 мая 1926), в 1967 году женился на Гунхильде фон Тюнген (род. 1932). У них родилось трое сыновей.
- Мария (31 августа 1930 — 29 марта 2007), замужем не была. Детей не имела.
- Александр (17 декабря 1933 — 11 января 2022), был дважды женат. Имел четырёх детей от первого брака.
- Эрнст (род. 2 февраля 1937), был дважды женат. Имел четырёх детей от обоих браков.

В 1945 году Отто Виктор овдовел. 5 сентября 1947 года он женился Эдельгард фон Штюльпнагель (1912—1975). От этого брака родилось четверо детей:
- Теодор (15 июня 1949 — 17 декабря 2024), был трижды женат. Имел четырёх детей от всех браков.
- Барбара (28 августа 1950 — 2 сентября 1950), умерла через неделю после рождения.
- Александра (1 октября 1951 — 2 октября 1951), умерла на следующий день после рождения.
- Кристоф (род. 5 декабря 1954), в 1979 году женился на Инге Мюллер (род. 1956). У них родилось трое детей.